# Pinamar (Uruguay)
Pinamar – qui englobe le lieu-dit Pinepark – est une station balnéaire uruguayenne du département de Canelones, rattachée à la municipalité de Salinas.

## Localisation
Pinamar se situe au sud du département de Canelones, sur les rives du Rio de la Plata au niveau du kilomètre 36,5 de la ruta Interbalnearia. C'est l'une des stations balnéaires de la Costa de Oro, bordée par celles de Neptunia à l'ouest et de Salinas à l'est.

## Histoire
Tout comme Solymar et Lagomar (des quartiers de la ville voisine de Ciudad de la Costa), Pinamar est née d'un projet immobilier de l'entreprise MAR S.A. qui commença la vente des terrains en 1955.

## Population
| 1963 | 1975 | 1985 | 1996  | 2004  | 2011  |
| ---- | ---- | ---- | ----- | ----- | ----- |
| 213  | 654  | 838  | 2 340 | 3 608 | 4 724 |

## Source
- (es) Cet article est partiellement ou en totalité issu de l’article de Wikipédia en espagnol intitulé « Pinamar » (voir la liste des auteurs).